# Rajasinha I
Rajasinha Ier (1544-1593), ou Râjasimha I, aussi connu sous son nom de naissance Tikiri Bandara, est  roi du royaume de Kandy, dans l'actuel Sri Lanka à compter de 1582

## Biographie

### Ascension au trône
Plusieurs sources se contredisent quant à l'ascension au trône de Rajasinha.
Selon De Queros, Mayadunne, le père de Rajasinha, lui remet le royaume de Sitawaka en 1581, et Mayadunne meurt permettant à  Rajasinha d'accéder au trône. Par contre, dans le 4e chapitre du Mahavamsa, la source historique par excellence de l'histoire du Sri Lanka, écrit par Thibbotuwawe Buddharakhitha sous le règne de Kirti Sri Rajasinha, 150 ans plus tard, il déclare que Rajasinha a commis un acte de parricide en tuant son père Mayadunne. Minor Rajawaliya a également noté qu'en raison de son acte de parricide, il était considéré comme un karma irréversible par les moines bouddhistes, c'est pourquoi plusieurs conflits ont éclaté entre lui et les moines bouddhistes pendant son règne, et qu'il a suivi une ligne anti-bouddhiste.
Cependant, les sources importantes provenant de la guerre de Rajawaliya et d'Alakeshwara contredisent cette théorie. Rebairo non plus n'enregistre pas de parricide dans ses écrits. L'émissaire néerlandais Spillburjon, qui a visité le royaume de Kandy, a rapporté que la rumeur de parricide ne se répandait que dans les royaumes voisins. De plus, Queyroz, qui est connu pour son antipathie envers Rajasinha, aurait signalé sans faute ce genre d’événement. Dans son long compte rendu, Queyroz a rapporté que Mayadunne est mort de causes naturelles après avoir vécu 85 ans. Selon lui, Rajasinha est revenu à Sitawaka en apprenant le décès de son père.

### Guerres
Bien que son principal combat soit contre les forces portugaises pour assurer la défense de la souveraineté de la monarchie cinghalaise, il doit affronter également  de nombreuses animosités; internes, régionales et individuelles, soutenues directement et indirectement par les forces du royaume du Portugal.
Une des principaux combats de Tikiri Bandara est le conflit avec  son beau-frère Veediye Bandara. Mayadunne avait engagé une campagne pour détruire Veediye Bandara principalement en raison des mauvais traitements infligés à la fille de Mayadunne, Tikiri Kumari ; et à cause du refus de son soutien lorsque Mayadunne partit faire la guerre au souverain de Kandy. Les troupes alliées de Sitawaka et du Portugal attaquent le fort de Veediye Bandara à Pelenda, le chassant à Devundara et capturant Tikiri Kumari. Les troupes de Sitwaka étaient dirigées par Tikiri Bandara pendant douze ans. 
Veediye Bandara se regroupa avec les troupes du chef du Kandy et atteignit Salpiti Korale, mais il sera de nouveau vaincu par Tikiri Bandara. Il s'enfuit à Kanda uda rata et retourna à Alut Nuwara avec les troupes du roi de Kandy. Après une bataille féroce à Alutnuwara, Veediye Bandara a été vaincu pour la dernière fois par Tikiri Bandara. Selon la « guerre d'Alakeshwara », cette bataille était si féroce et légendaire que Tikiri Bandara a gagné le nom de Rajasinha, le « Lion roi des rois ».

### Campagne de Danture
Tandis que Rajasinha menait sa guerre contre les Portugais, le roi Karaliyadde Bandara utilisait des soldats portugais pour protéger son royaume de Kandy. Furieux de cette relation avec les envahisseurs portugais, avec le soutien de Weerasundera Mudali de Peradeniya, Rajasinha mena ses troupes jusqu'au point d'entrée à Balana en 1583 et chassa Karaliyadde Bandara.
La bataille avec les Portugais à Mulleriyawa a été sanglante. Tandis que les Portugais étaient équipés d'armes plus avancées, l'armée cinghalaise, simplement équipée d'épées et de leur ancienne méthode de combat appelée Angam Pora, a vaincu l'armée portugaise et leurs alliés (Lascarins et royaume de Kotte). Ce fut une sévère défaite pour les portugais au Ceylan.

### Source historique
- Culavamsa, récits en pali de l'histoire du Sri Lanka du IVe siècle à la chute du royaume de Kandy en 1815.